# 샤급 잠수함
샤급 잠수함은 중국 최초의 전략원잠(SSBN)이다. 092형 잠수함이라고도 한다.

## 역사
중국 최초의 전략원잠인 샤급은 중국 최초의 공격원잠인 한급 잠수함의 동체를 30 m 연장하여, 그 곳에 탄도 미사일용 수직 발사 장치 12개를 장착했다.
1985년에 중국 최초의 잠수함 발사 탄도미사일인 JL-1 미사일 시험발사 도중 폭발사고가 나서, 샤급 2번함이 침몰했다. 1986년에 JL-1 미사일을 처음 탑재했다.

## 러시아
중국의 핵잠수함은 러시아의 기술과 관련이 있을 것으로 보이는데, 러시아 최초의 SSBN은 호텔급 잠수함이다.
- 호텔급 잠수함, 수중배수량 5600톤, 취역 1960년, 소련 최초 SSBN, 사거리 600 km R-13 SLBM 3발, 8척 건조
- 샤급 잠수함, 수중배수량 8000톤, 취역 1983년, 중국 최초 SSBN, 사거리 2500 km JL-1A SLBM 12발, 2척 건조

## 최초공개
센카쿠 열도 영토분쟁과 관련하여, 2013년 중국은 사상 최초로 핵잠수함을 공개했다. 샤급 잠수함으로서, 사거리 2,500 km인 JL-1A 12발을 탑재한다. 당초 중국의 2세대 전략원잠인 진급 잠수함이 공개되는지 기대했으나, 1세대를 공개했다.

## 같이 보기
- 진급 잠수함 - 2013년 기준으로 중국의 주력 전략원잠이다. 샤급이 1척인데 비해 진급은 6척이나 건조했다. 사거리 8,000 km인 JL-2 12발을 탑재했다.
- 탕급 잠수함 - 2013년 기준으로 개발 중인 중국의 최신 전략원잠. 3번째 모델이기에 3세대 전략원잠이라고 부른다. JL-2 24발을 탑재한다.
- 한급 잠수함 - 중국 최초의 전략원잠은 샤급이지만, 최초의 공격원잠은 한급이다.